# الجنينة (بانياس)
الجنينة قرية تتبع ناحية الروضة في منطقة بانياس التابعة لمحافظة طرطوس.